# Caspar Wittich
Caspar Wittich (* 10. Apriljul. / 20. April 1602greg. in Wolfsgrün; † 3. Augustjul. / 13. August 1673greg. in Wittigsthal) war ein deutscher Unternehmer und Hammerherr in Breitenbach, Wittigsthal und Morgenröthe.

## Leben
Caspar Wittich war der Sohn des Blechmeisters und Besitzers des Stabhammers Zwota bei Bleystadt in Böhmen, Laurentius Wittich (1574–1647) und der Susanna geb. Ruscher (1580–1636), Tochter des Rats und Handelsmanns Abraham Ruscher († 1591) aus Schneeberg. Er wurde am 11. April 1602 in der evangelischen Kirche in Eibenstock getauft.
Aufgrund der Exulantenverfolgung musste er in seiner 8. Lebenswoche mit seinen Eltern Zwota verlassen. Sie ließen sich in Breitenbach bei Platten nieder, wo damals noch die Protestanten geduldet wurden. Dort befand sich damals ein Hammerwerk, wo er Privatunterricht erhielt. Ab 1621 diente er fünf Jahre im Leibregiment des Herzogs Julius Heinrich von Sachsen-Lauenburg. In die Heimat zurückgekehrt, erwarb er die drei Hammerwerke Breitenbach, das nach ihm benannte Wittigsthal und Morgenröthe.
1658 erwarb er das ab 1652 von Hans Hutschenreuther errichtete Hammerwerk Morgenröthe im Herzogtum Sachsen-Zeitz und ließ sich durch Herzog Moritz die Hammerwerksprivilegien am 1. Dezember 1661 in Naumburg (Saale) erneuern.
Als Schreiber stand der spätere Bürgermeister von Johanngeorgenstadt, Johann Bleyer, in seinem Dienst in den beiden Hammerwerken. Caspar Wittich starb am 13. August 1673 im Alter von 70 Jahren und hatte 10 Kinder und 69 Enkel erlebt. Er wurde am 19. August 1673 in der 1867 abgebrannten Stadtkirche von Johanngeorgenstadt beigesetzt. Die Bestattung seiner Ehefrau Magdalena erfolgte ebenda am 2. Februar 1688.

## Familie
Caspar Wittich heiratete am 25. Juli 1627 Magdalena Epperlein (1606–1647), die Tochter des Bürgers und Handelsmanns Joachim Epperlein aus Platten. Aus der Ehe gingen folgende Kinder hervor:
1. Susanna (1628–1662), heiratete 1646 Heinrich von Ryssel (1619–1694), Handelsmann und Ratsverwandter zu Schneeberg
2. Maria (* 1629), heiratete 1645 Johann Fischer, Hammerherr zum Schlössel in Unterwiesenthal
3. Rosina, heiratete 1649 in Platten Johannes Korb, Schichtmeister und Schreiber auf dem Hammerwerk ihres Vaters in Breitenbach, später Hammerherr zu Rittersgrün
4. Magdalena (* 1635), heiratete 1651 Johann Georg Rachalß, Oberförster zu Lauter/Sa.
5. Dorothea (1636–1697), heiratete Christian Siegel, Handelsmann zu Johanngeorgenstadt, der von 1661 bis 1664 das Hammerwerk Morgenröthe pachtete
6. Christian Wittich (1638–1696), Handelsmann zu Eibenstock und Besitzer des Hammerwerks Morgenröthe
7. Anna Catharina, heiratete 1660 Christian Rockstroh, kurfürstlicher Feld- und Hoftrompeter zu Dresden, bis 1704 Hammerherrin auf dem Arnoldshammer
8. Anna Elisabeth (1644–1713), heiratete 1664 Daniel Zobel, Stadtsyndikus zu Wunsiedel
9. Maria Magdalena († 1695), heiratete 1665 Johann Gabriel Löbel, kurfürstlicher Faktor des Blaufarbenwerks Jugel, Mitbesitzer der Hammerwerke Wittigsthal und Breitenbach

Am 4. März 1664 schloss er mit seiner zweiten Ehefrau Magdalena einen Ehepakt, der im Amt Schwarzenberg registriert wurde, um Auseinandersetzungen mit den Kindern der ersten Ehe im Fall des Todes von Caspar Wittich zu vermeiden.